# ドク・ハリウッド
『ドク・ハリウッド』（Doc Hollywood）は、1991年に製作・公開されたアメリカ映画。原作はニール・シュルマンの小説で、製作にはシュルマン本人も協力した。

## あらすじ
外科医 ベン・ストーン（マイケル・J・フォックス）は、ニューヨークのワシントン長老教会病院に勤めるERドクター。ベンはERを辞め、カリフォルニア州ロサンゼルス郡ビバリーヒルズで高収入の美容整形外科医になることにする。面接を受けるため、自動車で西海岸に向かう途中で道に迷い、ニューヨーク州の南部にあるサウスカロライナ州へ向かう道の途中の田舎道で事故を起こしてしまう。
事故の代償として、医者不足で悩んでいた町の病院に拘束され、一定時間無償奉仕することになった。南部の小さな田舎町 グレイディに来て、ルー（ジュリー・ワーナー）やナンシー（ブリジット・フォンダ）を始めとする町民たちに出会い、ベンは本当に大切なことがわかっていく。

## 登場人物
ベン・ストーン
演 - マイケル・J・フォックス
外科医。やや皮肉屋で交通ルールを守らないなどマナーが悪い。民家の柵を壊したことで街の無料奉仕をさせられる。医科大に8年間通い、インターンと実習をそれぞれ1年していた。
ルー
演 - ジュリー・ワーナー
幼い娘がいるシングルマザー。病院で働いている。田舎での暮らしに幸せを感じている。ベジタリアン。
ナンシー
演 - ブリジット・フォンダ
町長の娘。田舎での暮らしに飽きており、都会にあこがれており、ベンに気がある。
ハンク・ゴードン
演 - ウディ・ハレルソン
保険屋。ルーに惚れている。このことからベンをライバル視している。ルー曰く、「ちょっと退屈だけど堅実で頼れる人」。
ホーグ
演 - バーナード・ヒューズ
医師。町唯一の医者。心臓発作を起こしたがベンに救われる。
ニコルソン
演 - デヴィッド・オグデン・スティアーズ
町長。
パッカー
演 - アイダ・バード
看護士。
メルビン
演 - メル・ウィンクラー
自動車整備士。
エバンス
演 - ロバーツ・ブロッサム
判事。自分の家の柵をベンに壊されてしまう。
リリアン
演 - フランシス・スターンハーゲン
老婦人。
ハルバーストーム
演 - ジョージ・ハミルトン
美容外科医。
エマ
ルーの娘。

## キャスト
| 役名                                | 俳優                               | 日本語吹替                                   | 日本語吹替 | 日本語吹替 |
| 役名                                | 俳優                               | ソフト版                                     | フジテレビ版 | テレビ朝日版 |
| ----------------------------------- | ---------------------------------- | -------------------------------------------- | --- | --- |
| ベン・ストーン                      | マイケル・J・フォックス            | 山寺宏一                                     | 宮川一朗太 | 宮本充 |
| ルー                                | ジュリー・ワーナー                 | 土井美加                                     | 水谷優子 | 深見梨加 |
| ナンシー                            | ブリジット・フォンダ               | 高島雅羅                                     | 佐々木優子 | 田中敦子 |
| ハンク                              | ウディ・ハレルソン                 | 屋良有作                                     | 江原正士 | 大塚芳忠 |
| ホーグ医師                          | バーナード・ヒューズ               | 富田耕生                                     | 滝口順平 | 緒方賢一 |
| ニコルソン町長                      | デヴィッド・オグデン・スティアーズ | 麦人                                         | 富田耕生 | 石田太郎 |
| パッカー看護士                      | アイダ・バード                     | 片岡富枝                                     | 秋元千賀子 | 片岡富枝 |
| メルビン （自動車整備士）           | メル・ウィンクラー                 | 辻親八                                       | 安西正弘 | 銀河万丈 |
| エバンス判事                        | ロバーツ・ブロッサム               | 石井敏郎                                     | 青野武 | 大木民夫 |
| 老婦人リリアン                      | フランシス・スターンハーゲン       | 瀬畑奈津子                                   | 今井和子 | 京田尚子 |
| ハルバーストーム医師 （美容外科医） | ジョージ・ハミルトン               | 納谷六朗                                     | 小島敏彦 | 仁内建之 |
| マディ                              | ヘレン・マーティン                 | 磯辺万沙子                                   | | |
| コットン                            | トム・トレイシー                   | 広瀬正志                                     | | |
| オーブリー・ドレイパー              | メイコン・マッカルマン             | 塚田正昭                                     | | |
| サイモン・ティドウェル              | レイ・バーク                       | 中博史                                       | | |
| ヴァイオレット                      | アムジー・ストリックランド         | 鈴木れい子                                   | | |
| カイル                              | タイム・ウィンタース               | 小室正幸                                     | | |
| 役不明又はその他                    | N/A                                | 桜井敏治 さとうあい 折笠愛 幹本雄之 叶木翔子 | 成田剣 緒方賢一 仲野裕 山野史人 峰恵研 竹口安芸子 島美弥子 藤本譲 大木正司 宝亀克寿 丸山詠二 秋元羊介 中多和宏 伊井篤史 亀井芳子 喜田あゆ美 | 後藤敦 峰恵研 小島敏彦 田原アルノ さとうあい 城山堅 長島雄一 久保田民絵 巴菁子 川田妙子 古田信幸 小室正幸 宝亀克寿 喜田あゆ美 榎本智恵子 定岡小百合 紗ゆり 広瀬正志 |
| 日本語版スタッフ                    |                                    |                                              | | |
| 演出                                | 演出                               | 蕨南勝之                                     | 松川陸 | 伊達康将 |
| 翻訳                                | 翻訳                               | 古田由紀子                                   | 徐賀世子 | 武満眞樹 |
| 調整                                | 調整                               | 金谷和美 山下裕康                            | 荒井孝 | 田中和成 |
| 効果                                | 効果                               |                                              | サウンドボックス | リレーション |
| プロデューサー                      | プロデューサー                     | 小川政弘                                     | 山形淳二 | 圓井一夫 高橋由佳 |
| 制作                                | 制作                               | ワーナー・ホーム・ビデオ プロセンスタジオ    | 東北新社 | 東北新社 |
| 解説                                | 解説                               | N/A                                          | 高島忠夫 | 淀川長治 |
| 初回放送                            | 初回放送                           | N/A                                          | 1995年9月9日 『ゴールデン洋画劇場』 | 1996年12月15日 『日曜洋画劇場』 |

## スタッフ
- 監督 - マイケル・ケイトン＝ジョーンズ
- 脚本 - ジェフリー・プライス、ピーター・S・シーマン、ダニエル・パイン
- 原作 - ニール・シュルマン（英語版）
- 製作 - スーザン・ソルト、デボラ・D・ジョンソン
- 製作総指揮 - マーク・マーソン
- 音楽 - カーター・バーウェル
- 主題歌 - チェズニー・ホークス「ワン・アンド・オンリー」（The One & Only）
- 撮影 - マイケル・ケイトン＝ジョーンズ、マイケル・チャップマン
- 編集 - プリシラ・ネッド・フレンドリー

## 音楽
サウンドトラックは、1991年7月30日にリリースされた。ビルボードホット100シングルチャートで10位に達したチェスニー・ホークスの曲「The One and Only」が収録されている。また、フィリップ・クテフの「Polegnala e Todora」も収録されているが、彼の名前は「フィリップ・クーター」と綴られている。

## 原作
原作はニール・シュルマンの小説『What? Dead... Again?』である。日本でも、映画公開に合わせて『ドク・ハリウッド』の題で翻訳が刊行された。
なお、原作では、主人公の名前はオーティス・ストーンで、インターンを修了したばかり。自動車で向かっていた先はハリウッドではなく、実家（映画ではインディアナ州）である。

## その他
- 2006年のピクサー制作のCGアニメーション映画『カーズ』は、プロットが本作と似ていることが指摘されている[誰によって?]。